# Museu da República
O Museu da República é um museu brasileiro localizado na cidade do Rio de Janeiro, mais precisamente no prédio histórico do Palácio do Catete. Sua função é preservar, investigar e comunicar os objetos e documentos que testemunham a memória e a história da forma de governo republicana no Brasil. Integra a estrutura do Instituto Brasileiro de Museus, autarquia federal vinculada à Secretaria Especial de Cultura do Ministério do Turismo.
A transformação do Palácio do Catete em Museu da República remonta ao período que antecedeu a mudança da capital federal para Brasília. Último presidente a ocupar o palácio, Juscelino Kubitschek foi convencido da necessidade de integrá-lo ao patrimônio histórico nacional, reconhecendo sua importância na vida política e social do país. Assim, por meio do Decreto nº 47.883, de 8 de março de 1960, o Palácio do Catete se tornou sede da Divisão de História da República (DHR), novo órgão da estrutura do Museu Histórico Nacional, que seria responsável pela sua gestão.
De acordo com o decreto, a DHR seria responsável por “receber, classificar, catalogar, pesquisar, expor e conservar objetos adquiridos, doados ou transferidos, ligados, direta ou indiretamente, à História da República Brasileira”. A adaptação do palácio para sua nova função coube à equipe do Museu Histórico Nacional, então dirigido pelo jornalista e escritor Josué Montello. A maior parte do acervo da nova instituição também veio transferida daquele museu.
O Museu da República foi fundado em 1960, no dia 15 de novembro, data na qual também se comemora oficialmente a Proclamação da República no Brasil. Com o museu em funcionamento, o jardim do palácio também passou a ser aberto ao público.
Em julho de 1983, o Museu da República separou-se administrativamente do Museu Histórico Nacional, passando a ser uma estrutura de gestão autônoma. Entre 1984 e 1989 o Museu da República esteve fechado para realização de obras de restauração dos elementos decorativos e arquitetônicos do Palácio e dos edifícios anexos. A reabertura ao público aconteceu em 15 de novembro de 1989, ocasião do centenário da proclamação da República no Brasil.
Em 2005, o Museu da República passou a ser responsável pela gestão do Palácio Rio Negro, antiga residência de verão dos Presidentes da República em Petrópolis.

## Acervo
O Museu da República, por intermédio de suas ambientações, das exposições temporárias e de longa duração e dos eventos culturais, busca oferecer ao visitante um amplo panorama da história republicana. Fotos, documentos, objetos, mobiliário e obras de arte dos séculos XIX e XX integram seu acervo, exposto nos diversos salões do Palácio.

### Museologia
O Setor de Museologia do Museu da República, que inclui a Reserva Técnica, é a área que se dedica à preservação do acervo museológico através de medidas de conservação e documentação como forma de salvaguardar o patrimônio cultural presente sob a guarda do Museu. Suas principais funções são a perpetuação do patrimônio com intuito de promover e difundir o acervo, contribuindo para a comunicação entre este e a sociedade, bem como, mediar pesquisas internas e externas.
O acervo museológico do Museu da República reúne cerca de 9.400 itens, produzidos desde fins do século XVIII até os dias atuais. Cerca de dois terços do acervo são oriundos de transferências feitas pelo Museu Histórico Nacional. Os itens estão agrupados em 74 coleções museológicas, batizadas com os nomes das personalidades da história republicana aos quais os objetos se relacionam, ou a partir de referências temáticas. Ao todo, são 63 coleções de titulares e 11 coleções temáticas, o que denota o padrão biográfico da organização do acervo, isto é, objetos que dizem respeito às vidas privadas e públicas desses personagens da história republicana. Por causa do passado do Palácio do Catete como sede da Presidência da República, 29 das coleções de titulares se referem a ex-presidentes, mesmo aqueles que ocuparam o cargo por um curto período, como o vice-presidente Delfim Moreira e os interinos José Linhares e Carlos Luz, por exemplo.

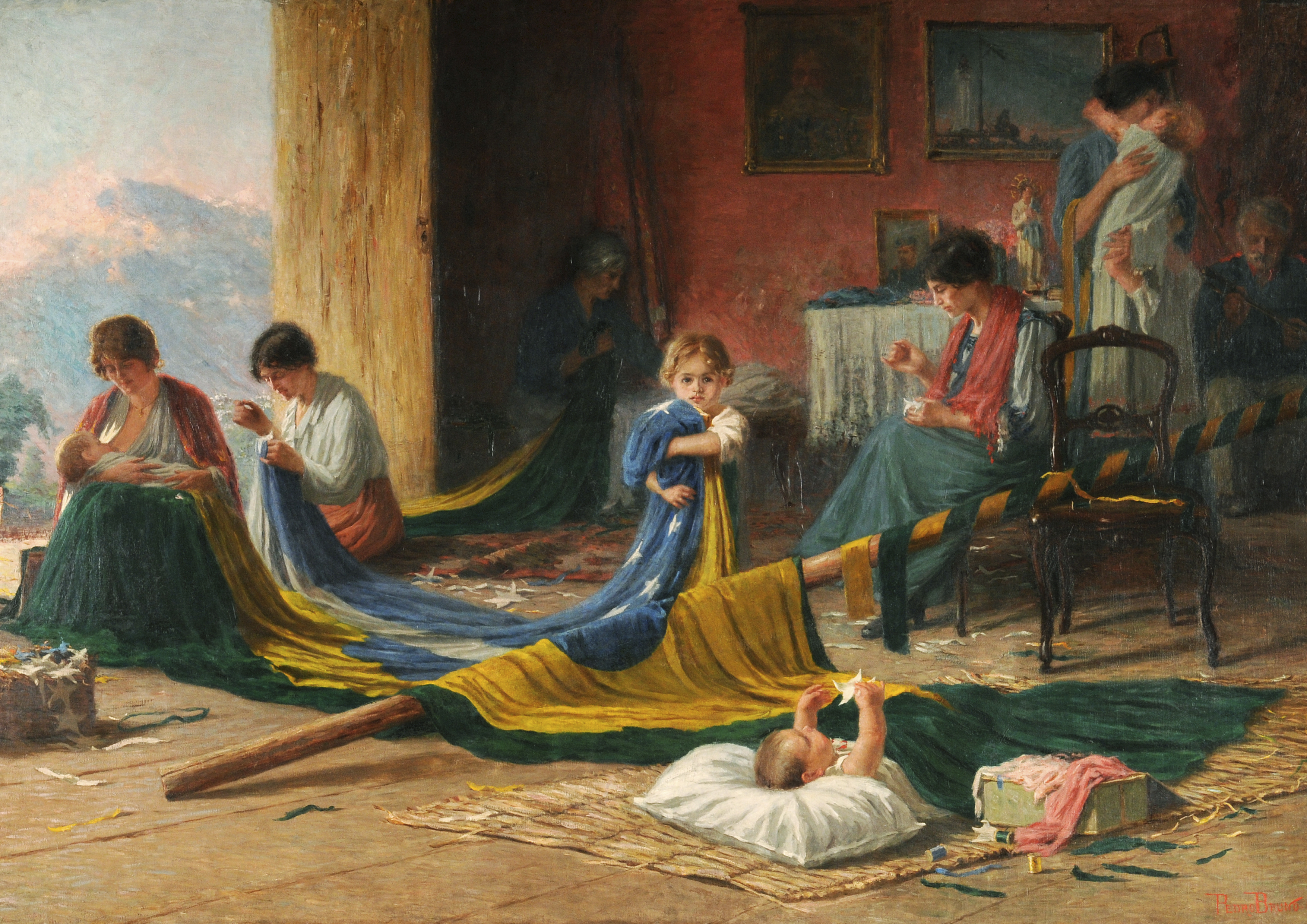
Quadro "Pátria", de Pedro Bruno (1919). (Acervo Museu da República)

As duas coleções de titulares mais volumosas são a Coleção Pereira Passos, formada por objetos doados pela família do ex-prefeito do Rio de Janeiro, Francisco Pereira Passos (1.457 itens); e a Coleção Getúlio Vargas (1.082 itens), formada tanto pelas doações do próprio Vargas e de seus familiares, como pelos objetos doados por cidadãos sem vínculo familiar com o ex-presidente. Nesta última, destacam-se o revólver e o pijama usados por Getúlio Vargas na noite de seu suicídio, em 24 de agosto de 1954, além de variados itens de homenagem ao presidente, como pinturas, esculturas, desenhos, medalhas, flâmulas, objetos pessoais, presentes recebidos em viagens oficiais, dentre outros.
Das coleções temáticas, a mais volumosa é a Coleção Museu da República (2.643 itens), que reúne objetos variados, sem um perfil temático específico que lhes desse lugar nas demais coleções; é o caso, por exemplo, do material de propaganda política e sociocultural, como bottons, bandeiras, camisetas, faixas, dentre outros; e das diversas figurações e símbolos oficiais da República, como a Bandeira Nacional Republicana bordada pelas filhas de Benjamin Constant e o quadro Pátria, de Pedro Bruno.
A segunda coleção temática em volume é a Coleção Presidência da República (1.232 itens), que reúne objetos relacionados ao período em que o Palácio do Catete foi sede da Presidência da República e, em menor parte, ao período em que o palácio pertencia à família do Barão de Nova Friburgo. São objetos de uso interior, como cortinas, louças de porcelana, cristais, prataria, vasos decorativos, candelabros, castiçais, móveis diversos, pinturas e esculturas.
Em 2020, o museu recebeu uma coleção de 523 peças usadas pelas religiões da umbanda e do candomblé, que se encontravam até então no Museu da Polícia Civil por terem sido apreendidas em ações policiais realizadas entre os anos de 1889 e 1945. Essas peças são representativas da repressão promovida durante o período republicano contra as religiões de matriz africana, com base no artigo nº 157 do Código Penal de 1890, que considerava "crime contra a saúde pública" praticar o que se chamava de "espiritismo, a magia e seus sortilégios".

### Arquivo Histórico e Institucional
O acervo do Arquivo Histórico foi formado a partir da transferência de objetos, livros e documentos relacionados ao período republicano, até então depositados no Museu Histórico Nacional. A este primeiro núcleo documental, somaram-se outras aquisições e doações relacionadas a personagens ou acontecimentos que marcaram de alguma forma a história republicana brasileira.
O acervo do Arquivo Histórico é predominantemente em suporte papel (há apenas alguns itens em suporte tecido ou couro), composto de documentos textuais (manuscritos e impressos), fotografias, plantas e mapas. A maioria das coleções é formada por arquivos de tipo pessoal.

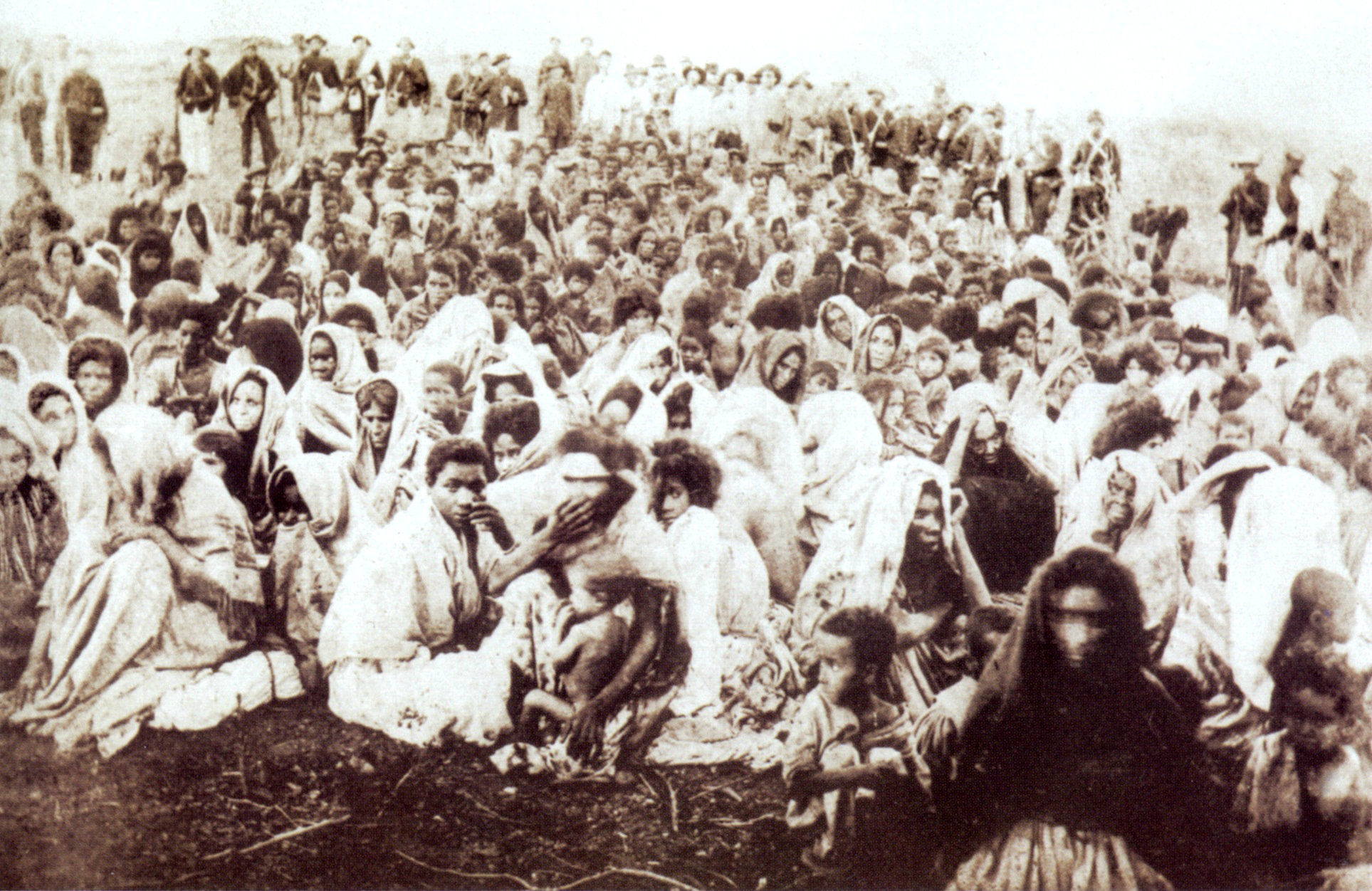
"400 jagunços prisioneiros", título original da foto de Flávio de Barros, da Coleção Canudos, que retrata as mulheres, velhos e crianças feitos prisioneiros pelo Exército ao fim da Guerra de Canudos. (Acervo Museu da República)

Atualmente, o Arquivo Histórico reúne, preserva e disponibiliza ao público cerca de 90.000 documentos, divididos em 29 coleções. Entre elas, está a Coleção Canudos, com as fotos de Flávio de Barros que são as únicas imagens remanescentes da Guerra de Canudos; em 2009, esta coleção recebeu o reconhecimento do Programa Memória do Mundo, da Unesco. Destaca-se ainda a Coleção Nilo Peçanha, arquivo pessoal de uma das mais importantes lideranças políticas fluminenses da Primeira República, composto por mais de 20.000 documentos.
Já a Coleção Família Passos reúne registros textuais e fotográficos da trajetória pública e familiar do ex-prefeito Francisco Pereira Passos, incluindo documentos relacionados à grande reforma urbana empreendida por ele no Rio de Janeiro entre os anos de 1902 e 1906. Em 2017, esta coleção também foi reconhecida pelo Programa Memória do Mundo da Unesco. Outro acervo importante é a Coleção Memória da Constituinte, que reúne mais de 20.000 registros dos debates políticos e das mobilizações populares que antecederam e acompanharam a Assembleia Nacional Constituinte, que elaborou a Constituição Federal de 1988.
O Arquivo Institucional foi inaugurado em 2010, com a entrada de uma equipe específica e tendo como objetivo recuperar e criar registros da trajetória do Museu da República. Suas primeiras ações foram a inauguração do Programa de Memória Institucional e o início da organização do fundo Museu da República, criado  a partir de documentos acumulados pela extinta Didop (Divisão de Documentação e Pesquisa), que funcionou durante a década de 1980. Atualmente, o volume do acervo está estimado em 156.000 documentos.

### Biblioteca
O primeiro registro do livro de tombo da Biblioteca data de 11 de agosto de 1964. Nessa época, o acervo da Biblioteca do Museu da República começou a ser formado por obras transferidas do acervo do Museu Histórico Nacional, acrescido por doações de nomes expressivos da história republicana brasileira ao longo dos anos.
Em 1983, após a desvinculação do Museu da República do MHN, a Biblioteca passou a fazer parte da Divisão de Documentação e Pesquisa. Entre 1986 e 1988, como parte de uma reestruturação administrativa, teve o seu acervo atualizado com a aquisição de obras de referência, por meio de um convênio com o CNPq. Atualmente, a Biblioteca do museu possui em seu acervo livros, folhetos, revistas, jornais, CDs e DVDs. Especializada na história do Brasil republicano, possui também obras de Ciências sociais, Biblioteconomia, Arquivologia, Museologia, Educação, Arte e Arquitetura, assim como informação sobre a memória institucional do Museu da República.